# 蓝龙胆号列车
蓝龙胆（德語：Blauer Enzian）是欧洲一班长途列车所使用的名称，其命名源自广泛生长于阿尔卑斯山区的植物龙胆。它最早由德国联邦铁路于1951年开行，在1965年以前作为快速列车类别、接着以全欧快车类别运营于德国汉堡及慕尼黑之间。1969年以后，列车线路延伸至奥地利境内，因此奥地利联邦铁路也自1970年起参与运营。至2002年，列车不再使用蓝龙胆的名称，但其后续服务至今仍然存在——作为欧城列车以不命名的方式运营于多特蒙德至克拉根福之间。

## 长途列车

### 开行初期
随着联邦德国在1951年开始设立长途列车类别后，刚成立的德国联邦铁路计划开行一班由北部港口城市汉堡至南部工业重镇慕尼黑之间的顶级列车服务，列车配备当时的软席车厢，经由维尔茨堡和特罗伊希特林根的最短路径运行。它在1951年的夏季时刻表中的车次被制定为FD55/56次。然而由于缺乏合适可用的动车组，该列车却迟迟未能开行。在1951年的冬季时刻表中，曾记录有一趟由机车牵引的长途列车使用相同的车次注册，但此列车的真实性至今无法得到证实。真正可供确认的列车服务是自1952年的夏季时刻表开始。
至1953年，该列车都使用第二次世界大战前生产的车厢，编组包括两节AB4ü型车及一节WR型车，这也是后续一系列UIC-X型车厢的的原型车，但单节车厢长度只有22.5米，且尚未设波纹管连接器。牵引机车方面，汉堡至汉诺威区间使用德意志国铁路03.10型蒸汽机车、汉诺威至富尔达区间使用德意志国铁路01.10型蒸汽机车以及富尔达至慕尼黑区间使用德意志国铁路01型蒸汽机车。特罗伊希特林根至慕尼黑区间虽为电气化铁路，但碍于接触网技术不成熟，使用蒸汽机车可以避免电力机车常见的重复变压问题。由于F19/20次好运号（Glückauf）列车在1953年的运行路线已从埃森经法兰克福及纽伦堡延长至奥地利林茨，它可以在维尔茨堡与蓝龙胆号实现中转。因此，从北海沿岸港口通往维也纳以及从鲁尔区通往慕尼黑的连接服务就此被创建。

### 亨舍尔-威格曼列车

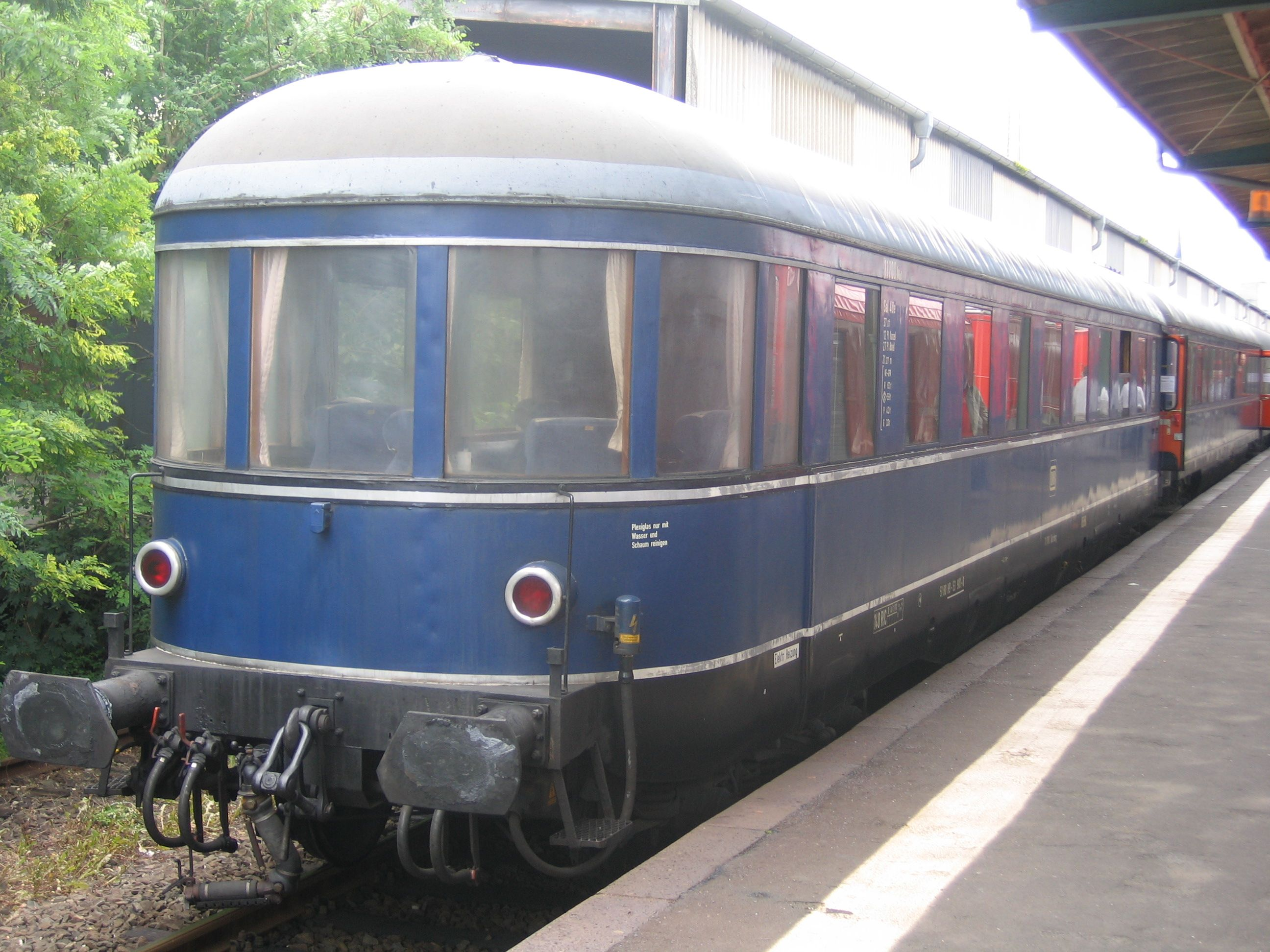
亨舍尔-威格曼对向列车编组中的列尾观景座车

从1953年的夏季时刻表开始，列车的编组开始改用亨舍尔-威格曼列车。其列尾观景座车是根据美式的游览车厢而设计，专门用于这趟列车的服务。由于编组的变动问题，德国联邦铁路决定将列车原有的二等及三等隔间席别全数转换为二等席别。
由于仅有一套编组不利于进行长途运营服务，列车还为此准备第二套编组，被称为“亨舍尔-威格曼对向列车”（Henschel-Wegmann-Gegenzug）。其编组包括两节旧款的AB4üe-28/35型车厢、一节WR4ü-28型餐车、一节原帝国新闻发言人奥托·迪特里希专用的4üe-37型沙龙座车（含整流罩式设计，原编号为10 251）和一节AB4üe-38/50/54型列尾观景座车。其中列尾观景座车是根据一节三等席别的车厢（含整流罩式设计）改造而成，类似于亨舍尔-威格曼设计的列尾观景座车。其最大的特点是半圆形的玻璃瞭望台设计，但不设空调。对向列车在1956年的席别改革后退役，此后编组中仅设新造的一等席别，主要使用UIC车厢的A4üm-54（Am 202)）型。而亨舍尔-威格曼列车则维持运营直至1959年。
这一时期列车在维尔茨堡以北的区间仍是采用蒸汽机车牵引，1957年起则让位于全新的德国联邦铁路V200型柴油机车。维尔茨堡以南的电气化区间则随着接触网的改造完成而开始采用德意志国铁路E17型电力机车和德意志国铁路E18型电力机车，直至新造的德国联邦铁路E10型电力机车交付使用。

### 命名
蓝龙胆的名称自1953年起为列车所使用，这是由乘客投票选出的结果。龙胆与雪绒花同属典型的阿尔卑斯花卉和药用植物。在欧洲，大约有35种龙胆属主要生长于阿尔卑斯山。或许是因为其在植物相中稀有的纯蓝色和艳丽的花色，它们被视为忠诚的象征，并在多部诗歌和歌曲中提及。而列车的运行路线及涂装也正好对应了这些特性。

## 全欧快车

蓝龙胆在全欧快车网络（1965年）中的线路图

随着电气化铁路改造的推进，电力机车的覆盖范围逐渐向北延伸。1963年，它已可通达汉诺威，至1965年则实现了全线通电直达汉堡。与此同时，蓝龙胆号已重新调整了列车类别，被纳入全新的全欧快车，并更换了相应的车厢。此时的列车编组包括两节A4vüm-65（Avmz111）型隔间座车、两节A4püm（Apmz121）型开放座车、一节WRmz105型餐车和一节ARDmh105型酒吧车。同年秋季，新的测试机车德国联邦铁路E03型电力机车开始担当被编号为TEE 55/56次的蓝龙胆号在纽伦堡至汉堡区间的牵引任务。这趟全欧快车在1966年的平均运行速度达到106公里/小时，是德国联邦铁路在当时最快的列车。1967年，其车次被变更为TEE54/55次。
酒吧车在1969年被取消。同年，德国联邦铁路计划将蓝龙胆号结合慕尼黑至米兰间的米迪奥拉姆号共同运行，但因遭到意大利国家铁路和奥地利联邦铁路的反对而失败。于是蓝龙胆号仅被延长至奥地利的克拉根福，经由萨尔茨堡、比紹夫斯霍芬、施瓦察赫-圣法伊特、巴特加斯泰因和菲拉赫运行。延长的部分虽然保留了蓝龙胆号的名称并也只设一等席别，但并未指定为全欧快车类别。其中慕尼黑至萨尔茨堡间的车次使用F54/55次，奥地利境内的车次则使用Ex549/550次。在冬季时刻表中，列车还自慕尼黑提供经由库夫施泰因、沃格爾等蒂罗尔州城市抵达滨湖采尔的服务。
在1970年夏季，蓝龙胆号在德国境内全线使用德国联邦铁路103型电力机车牵引，其车次被再次更改为TEE80/81次。列车编组会在罗森海姆进行分解，其中的一部分经由萨尔茨堡前往克拉根福，其余部分则经由库夫斯泰因前往滨湖采尔。餐车会留在前者的编组中，而后者则配备迷你吧台，并会加挂一节奥地利联邦铁路车厢以增强运力。在冬季时刻表中，自慕尼黑提供的延长服务只在特定的日子提供。夏季则每日提供前往克拉根福和滨湖采尔的服务。虽然滨湖采尔线路的乘客数量令人失望，但它还是在1972年夏季奥运会期间提供了符合预期的服务。1973年，列车取消了往返于滨湖采尔的联运服务。
| TEE80次 | TEE80次 | 停靠站                   | TEE81次 | TEE81次 |
| 里程    | 时刻    | 停靠站                   | 时刻    | 里程    |
| ------- | ------- | ------------------------ | ------- | ------- |
| 0       | 07:39   | 汉堡-阿尔托纳            | 22:23   | 885     |
| 5       | 07:46   | 汉堡-达姆门              | 22:15   | 880     |
| 7       | 07:55   | 汉堡                     | 22:09   | 878     |
| 185     | 09:22   | 汉诺威                   | 20:50   | 700     |
| 293     | 10:13   | 哥廷根                   | 19:55   | 592     |
| 374     | 11:03   | 贝布拉                   | 19:07   | 511     |
| 542     | 12:36   | 维尔茨堡                 | 17:35   | 343     |
| 758     | 14:24   | 奥格斯堡                 | 15:45   | 127     |
| 820     | 15:07   | 慕尼黑                   | 15:13   | 65      |
| 885     | 15:46   | 罗森海姆                 | 14:23   | 0       |
|         |         |                          |         |         |
| 919     | 16:18   | 库夫施泰因               | 13:48   | 107     |
| 932     | 16:32   | 沃格爾                   | 13:33   | 94      |
| 941     | 16:49   | 布里克森谷地霍普夫加尔滕 | 13:15   | 85      |
| 951     | 17:00   | 韦施滕多夫               | 13:04   | 75      |
| 958     | 17:07   | 蒂罗尔州基希贝格         | 12:58   | 68      |
| 968     | 17:16   | 基茨比厄爾               | 12:48   | 58      |
| 977     | 17:26   | 蒂羅爾州聖約翰           | 12:40   | 49      |
| 986     | 17:34   | 菲伯尔布伦               | 12:37   | 40      |
| 1013    | 17:58   | 石海山麓薩爾費爾登       | 12:10   | 13      |
| 1021    | 18:06   | 迈斯霍芬                 | 12:01   | 5       |
| 1026    | 18:12   | 滨湖采尔                 | 11:56   | 0       |
|         |         |                          |         |         |
| 973     | 16:45   | 萨尔茨堡                 | 13:20   | 226     |
| 1027    | 17:44   | 比紹夫斯霍芬             | 12:27   | 172     |
| 1041    | 17:59   | 蓬高地区圣法伊特         | 12:08   | 158     |
| 1061    | 18:23   | 巴特霍夫加施泰因         | 11:46   | 138     |
| 1072    | 18:37   | 巴特加斯泰因             | 11:29   | 127     |
| 1088    | 18:56   | 马尔尼茨                 | 11:13   | 111     |
| 1124    | 19:34   | 斯皮特安德勞             | 10:36   | 75      |
| 1161    | 20:03   | 菲拉赫                   | 10:10   | 38      |
| 1177    | 20:05   | 沃尔特湖畔韦尔登         | 09:57   | 22      |
| 1185    | 20:22   | 韦特尔湖畔珀查赫         | 09:50   | 14      |
| 1191    | 20:28   | 韦特尔湖畔克伦彭多夫     | 09:44   | 8       |
| 1199    | 20:35   | 克拉根福                 | 09:38   | 0       |

在1970年代末期，蓝龙胆号是仅有运行于奥地利境内的三趟全欧快车之一，另外两趟分别为米迪奥拉姆号和欧根亲王号。至1977年以前，全欧快车类别的巴伐利亚号也行经奥地利，但距离在20公里以内。

## 城际列车

1971年的德国城际列车网络，蓝色为2号线

自1971年的冬季时刻表起，蓝龙胆号已经被整合至新设立的城际列车网络，使用车次为IC90/91次。而根据1979年起实施的城际列车网络时刻表，蓝龙胆号被正式归入城际列车类别，并开始搭载两舱级别（一等及二等）的车厢编组，车次改用IC120/121次。其不再提供通达汉堡的服务，线路改为经由不伦瑞克-汉诺威-科隆-法兰克福-慕尼黑运行的城际列车网络2号线（IC-Linie 2），并继续维持在克拉根福的终到及始发。而汉堡至慕尼黑间的全欧快车服务则被钻石号接管。至1981年，蓝龙胆号的运营区间被进一步缩短至多特蒙德至克拉根福，车次亦变更为IC20/21次。

## 欧城列车
1987年5月31日，蓝龙胆号又被纳入新引入的欧城列车网络，车次使用EC20/21次（其后又改为EC12/13次），并搭载了联运车厢通达斯洛文尼亚的首都卢布尔雅那。直至德国的首条高速铁路于1991年6月2日投入运营前，其运营线路维持不变。在此之后，列车对美因茨至奥格斯堡区间的线路进行了调整，由经法兰克福-纽伦堡-维尔茨堡运行改为经曼海姆-海德堡-斯图加特运行，并更改车次为EC114/115次。在1990年代，多特蒙德至克拉根福间共存有两班欧城列车服务。除EC114/115次使用“蓝龙胆”的名称外，还有另一班前身为快速列车的EC112/113次列车使用“韦尔特湖”的名称。结果这两班列车对应的名称在2002年12月14日均被撤销，随后EC114/115次列车开始改用奥地利联邦铁路提供的车厢，并命名为韦尔特湖号沿用至今。

## 脚註
1. 1 2  Goette 2008，第109頁.
2. 1 2  Goette 2008，第110頁.
3. ↑  Mertens & Malaspina 2007，第234-235頁.
4. ↑  Diener 1983，第51頁.
5. ↑  Burmeister 1993，第6頁.
6. ↑  UIC 1972，第24頁.
7. 1 2  Hajt 2001，第82頁.
8. ↑  Mertens & Malaspina 2007，第239頁.
9. ↑  Cook 1969，第6、64、314、329頁.
10. ↑  Mertens & Malaspina 2007，第236頁.
11. ↑  Goette 2008，第111頁.
12. ↑  Mertens & Malaspina 2007，第237頁.
13. ↑  Nock 1978，第86-87頁.
14. ↑  Mertens & Malaspina 2007，第382頁.
15. ↑  Cook 1979，第6、68、340、355、361頁.
16. ↑  Cook 1991，第81-82、516-519頁.
17. ↑  Mertens & Malaspina 2007，第238頁.